# Valí d'Ifríqiya
Valí d'Ifríqiya (àrab: والي إفريقية, wālī Ifrīqīya) fou el càrrec de governador de la província d'Ifríqiya, que cobria gran part del Magrib, durant el califat de Damasc.
Vint-i-dos valís van dirigir la província entre el 698 i el 800, entre els quals Mussa ibn Nussayr, conqueridor d'Hispània, que va acabar la conquesta del Magrib, fins que el govern hereditari fou confiat pel califa Harun ar-Raixid el 800 a la a dinastia aglàbida.

## Valís d'Ifríqiya
- Muàwiya ibn Hudayj as-Sakuní 665-670
- Uqba ibn Nafi al-Fihrí 670-675
- Abu-l-Muhàjir Dinar al-Makhzumí 675-681
- Uqba ibn Nafi al-Fihrí 681-682 (segona vegada)
- Zuhayr ibn Qays al-Balawí 682-688
- Hassan ibn an-Numan al-Ghassaní 688-698
- Mussa ibn Nussayr al-Lakhmí 698-713
- Abd-Al·lah ibn Mussa ibn Nussayr al-Lakhmí 713-715
- Muhàmmad ibn Yazid al-Quraixí 715-718
- Ismaïl ibn Ubayd-Al·lah ibn Abi-l-Muhàjir al-Makhzumí 718-719
- Yazid ibn Abi-Múslim ath-Thaqafí 719-720
- Muhàmmad ibn Aws al-Ansarí 720
- Bixr ibn Safwan al-Kalbí 720-728
- Ubayda ibn Abd-ar-Rahman as-Salamí 728-732
- Ubayd-Al·lah ibn al-Habhab as-Salulí 734-741
- Kulthum ibn Iyad al-Quxayrí 741-742
- Hàndhala ibn Safwan al-Kalbí 742-747
- Abd-ar-Rahman ibn Habib al-Fihrí 747-755
- Ilyàs ibn Habib al-Fihrí 755
- Habib ibn Abd-ar-Rahman ibn Habib al-Fihrí 755-757
- Àssim ibn Jamil al-Warfajumí 757-758
- Abd-al-Màlik ibn Abi-l-Jad al-Waranjumí 758
- Abu-l-Khattab Abd-al-Ala ibn as-Samh al-Maafirí 758-760
- Abd-ar-Rahman ibn Rustum al-Farissí 760-762 (ibadita)
- Muhàmmad ibn al-Àixath al-Khuzaí (Muhammad ibn al-Ashath al-Khuzai) 762-765 (vers 759-760 governador d'Egipte)
- Issa ibn Yússuf al-Khurassaní 765
- Al-Àghlab ibn Sàlim at-Tamimí 765-766
- Al-Hàssan ibn Harb al-Kindí 766-767
- Al-Mikhàriq ibn Ghuffar 767-768
- Úmar ibn Hafs al-Muhal·labí 768-771
- Habib ibn Habib al-Muhal·labí 771
- Úmar ibn Hafs al-Muhal·labí 771 (segona vegada)
- Abu-Hàtim Yaqub ibn Labib al-Kharijí 771-772
- Yazid ibn Hàtim al-Muhal·labí 772-787
- Dàwud ibn Yazid ibn Hàtim al-Muhal·labí 787
- Rawh ibn Hàtim al-Muhal·labí 787-791
- Habib ibn Nasr al-Muhal·labí 791-793
- Al-Fadl ibn Rawh ibn Hàtim al-Muhal·labí 793-795
- Harthama ibn Ayan 795-797
- Muhàmmad ibn Muqàtil al-Akkí 797-799
- Tammam ibn Tamim at-Tamimí 799-800
- Muhàmmad ibn Muqàtil al-Akkí 800 (segona vegada)
- els aglàbides 800